# Lijst van Dreamcast-spellen
Dit is een alfabetisch gesorteerde lijst van computerspellen voor Sega's Dreamcast spelcomputer. 

## 0-9
- 18 Wheeler American Pro Trucker
- 102 Dalmatians - Puppies to the Rescue
- 4 Wheel Thunder
- 4x4 EVO
- 90 Minutes (enkel uitgebracht in Europa)

## A
- Advanced Daisenryaku - Japans
- Advanced Daisenryaku 2001 - Japans
- Aero Dancing F - Japans
- AeroWings
- AeroWings 2
- Airforce Delta
- Alien Front Online (enkel uitgebracht in de Verenigde Staten)
- Alone in the Dark: The New Nightmare
- Animastar (enkel uitgebracht in Japan)
- Aqua GT
- Armada
- Army Men Sarge’s Heroes
- Atari Anniversary

## B
- Bang! Gunship Elite
- Bangai-O
- Bass Rush Dream
- Battle Beaster (enkel uitgebracht in Japan)
- Blue Stinger
- Blue Submarine Number 6
- Bomber Hehhe!
- Bomberman Online
- Border Down (enkel uitgebracht in Japan)
- Bust a Move 4
- Buzz Lightyear of Star Command

## C
- Caesars Palace 2000
- Cannon Spike
- Capcom VS SNK
- Capcom VS SNK 2:Millionaire Fighting (enkel uitgebracht in Japan)
- Carrier
- Centipede
- Championship Surfer
- Charge 'N Blast
- Chicken Run
- ChuChu Rocket!
- Coaster Works
- Columns 2
- Confidential Mission
- Conflict Zone - Modern War Strategy
- Cool Cool Toon (enkel uitgebracht in Japan)
- Cosmic Smash (enkel uitgebracht in Japan)
- Crazy Taxi
- Crazy Taxi 2

## D
- D 2
- Dance Dance Revolution: 2nd Mix
- Dance Dance Revolution: Club Mix
- Dave Mirra Freestyle BMX
- Daytona USA 2001 (in de Verenigde Staten bekend als Daytona USA)
- Dead or Alive 2
- Dead or Alive 2: Limited Edition (enkel uitgebracht in Japan)
- Deadly Skies
- Death Crimson OX
- Dee Dee Planet (nooit verschenen door bugs)
- Deep Fighter
- Demolition Racer - No Exit
- Densha De Go 2
- Dino Crisis
- Disney's Dinosaur
- Donald Duck: Quack Attack (in de Verenigde Staten bekend als Donald Duck: Goin' Quackers)
- Draconus - Cult of the Wyrm
- Dragon Riders: Chronicle of Pern
- Ducati World Racing Challenge
- Dynamite Cop

## E
- Ecco the Dolphin: Defender of the Future
- ECW Anarchy Rulz
- ECW Hardcore Revolution
- Eldorado Gate Volume 2
- Elemental Gimmick Gear (E.G.G.)
- ESPN International Track & Field
- ESPN NBA 2 Night
- Evil Dead: Hail to the King
- Evil Twin: Cyprien's Chronicles (enkel uitgebracht in Europa)
- Evolution: The World of Sacred Device
- Evolution 2: Far Off Promise
- Exhibition of Speed
- Expendable

## F
- F1 World Grand Prix
- F1 World Grand Prix 2
- F355 Challenge Passione Rossa
- Fatal Fury - Mark of the Wolves (in Japan uitgebracht als Garou - Mark of the Wolves)
- Feet Of Fury
- Fighting Force 2
- Fighting Vipers 2
- Fire Prowrestling D (Japans)
- Fish Eyes Wild (Japans)
- Flag to Flag (in Japan uitgebracht als Super Speed Racing)
- Floigan Brothers
- Frame Gride
- Frogger 2: Swampy’s Revenge
- Fur Fighters

## G
- Gauntlet Legends
- Giant Gram: All Japan Pro Wrestling
- Gigawing
- Gigawing 2
- Godzilla Generations
- Godzilla Generations: Maximum Impact (enkel uitgebracht in Japan)
- Grandia 2
- Grand Theft Auto 2
- The Grinch
- Guilty Gear X
- GunBird 2
- Gundam Battle Online (enkel uitgebracht in Japan)
- Gundam - Side Story 0079

## H
- Half-Life (nooit officieel uitgebracht)
- Headhunter
- Heavy Metal - Geomatrix
- Hesei Mah Jong Villa (enkel uitgebracht in Japan)
- Hidden and Dangerous
- The House of the Dead 2
- Hoyle Casino
- Hundred Swords (enkel uitgebracht in Japan)
- Hydro Thunder

## I
- Illbleed
- Incoming
- Industrial Spy
- Ikaruga (enkel uitgebracht in Japan)
- Iron Aces

## J
- Jeremy McGrath Supercross 2000
- Jet Set Radio (in de Verenigde Staten bekend als Jet Grind Radio)
- JoJo's Bizarre Adventure
- July (enkel uitgebracht in Japan)

## K
- Kao the Kangaroo
- King of Fighters - Dream Match '99
- King of Fighters - Evolution
- King of Fighters - 2000(enkel uitgebracht in Japan)
- King of Fighters - 2001(enkel uitgebracht in Japan)
- KISS Psycho Circus

## L
- Last Blade
- Last Blade 2
- Legacy of Kain - Soul Reaver
- Looney Tunes - Space Race

## M
- Macross M3 (enkel uitgebracht in Japan)
- MagForce Racing
- Maken-X
- Mars Matrix
- Marvel VS Capcom
- Marvel VS Capcom 2
- Mat Hoffman's Pro BMX
- Maximum Pool
- Max Steel (spel)
- MDK 2
- Metropolis Street Racer
- Midway's Greatest Arcade Hits Vol 1
- Midway's Greatest Arcade Hits Vol 2
- Moho
- Monaco Grand Prix
- Mortal Kombat Gold
- Mr. Driller
- Ms. Pacman Maze Madness
- MTV Sports: Skateboarding Feat. Andy MacDonald
- My Tennis Life

## N
- Namco Museum
- NBA 2K
- NBA 2K1
- NBA 2K2
- NBA Hoopz
- NBA Showtime NBA on NBC
- NCAA College Football 2K2
- Next Tetris - Online Edition
- NFL 2K
- NFL 2K 1
- NFL 2K 2
- NFL Blitz 2000
- NFL Blitz 2001
- NFL Quarterback Club 2000
- NFL Quarterback Club 2001
- NHL 2K
- NHL 2K2
- Nightmare Creatures II

## O
- Omikron - The Nomad Soul
- Ooga Booga
- Outtrigger

## P
- Penpen Triicelon
- Phantasy Star Online
- Phantasy Star Online Version 2
- Planet Ring
- Plasma Sword
- POD SpeedZone
- POD 2
- Power Stone
- Power Stone 2
- Prince of Persia - Arabian Nights
- Pro Pinball Triology
- Project Justice: Rival Schools 2 (in Japan uitgebracht als Burn! Justice Academy)
- Propeller Arena (nooit officieel uitgebracht omdat onderdelen van het spel deden denken aan de aanslagen van 11 september)
- Psychic Force 2012
- Psyvariar 2 (enkel uitgebracht in Japan)
- Puyo Puyo (enkel uitgebracht in Japan)
- Puyo Puyo Fever (enkel uitgebracht in Japan)

## Q
- Q*bert
- Quake III Arena
- Quiz: Ah! My Goddess ~Stay With Fighting Wings~ (enkel uitgebracht in Japan)

## R
- Railroad Tycoon 2
- Rainbow Cotton (enkel uitgebracht in Japan)
- Rayman 2: The Great Escape
- Razor Freestyle Scooter
- Ready 2 Rumble Boxing
- Ready 2 Rumble Boxing - Round 2
- Record of Lodoss War - The Advent of Kardiss
- Red Dog: Superior Firepower
- Reel Fishing Wild
- Rent a Hero No. 1 (enkel uitgebracht in Japan)
- Resident Evil 2
- Resident Evil 3 Nemesis
- Resident Evil - CODE: Veronica
- Re-Volt
- REZ (enkel uitgebracht in Japan en PAL-regio)
- Ring - Terror's Realm
- Roadsters
- Rune Caster (enkel uitgebracht in Japan)

## S
- Sakura Wars (Sakura Taisen)
- Samba de Amigo
- Samba de Amigo Ver. 2000 (enkel uitgebracht in Japan)
- San Francisco Rush 2049
- Seaman (computerspel)
- Sega Bass Fishing
- Sega Bass Fishing 2
- Sega GT
- Sega Marine Fishing
- Sega Marine Fishing 2
- Sega Rally Championship 2
- Sega Smash Pack Volume 1 (enkel uitgebracht in de Verenigde Staten)
- Sega Swirl
- Sega Worldwide Soccer 2000 (enkel PAL versie uitgebracht)
- Seventh Cross: Evolution
- Shadowman
- Shenmue
- Shenmue 2 (enkel uitgebracht in Japan & Europa)
- Shikigami No Shiro II (enkel uitgebracht in Japan)
- Silent Scope
- Silver
- Skies of Arcadia
- Slave Zero
- Smash Pack
- Sno-Cross Championship Racing
- Snow Surfers (in de Verenigde Staten uitgebracht als Rippin' Riders)
- Soldier of Fortune
- Sonic Adventure
- Sonic Adventure 2
- Sonic Shuffle
- Soul Calibur
- Soul Fighter
- South Park - Chef's Luv Shack
- South Park Rally
- Space Channel 5
- Space Channel 5 Part 2 (enkel uitgebracht in Japan)
- Spawn - In The Demon's Hand
- Spec Ops 2 - Omega Squad
- Speed Devils
- Speed Devils Online Racing
- Spider-Man
- Spirit of Speed 1937
- Sports Jam
- Starlancer
- Star Wars: Demolition
- Star Wars: Episode I Jedi Power Battles
- Star Wars: Episode I Racer
- Street Fighter Alpha 3
- Street Fighter III: Double Impact
- Street Fighter III: Third Strike
- Striker Pro 2000
- Stupid Invaders
- Super Magnetic Neo
- Super Producers (enkel uitgebracht in Japan)
- Super Runabout: San Francisco Edition
- Surf Rocket Racers
- Suzuki Alstare Extreme Racing
- Sword of the Berserk: Guts' Rage
- Sydney 2000

## T
- Taxi 2: Le Jeu (enkel uitgebracht in Frankrijk)
- Tech Romancer
- Tee Off (in Japan uitgebracht als Golf Shyounyo)
- Tennis 2K2
- Test Drive 6
- Test Drive LeMans
- Test Drive V Rally
- Time Stalkers
- TNN Motorsports HardCore Heat
- Tokyo Highway Challenge
- Tokyo Highway Challenge 2
- Tomb Raider: Chronicles
- Tomb Raider: The Last Revelation
- Tom Clancy's Rainbow Six
- Tom Clancy's Rainbow Six: Rogue Spear
- Tony Hawk's Pro Skater
- Tony Hawk's Pro Skater 2
- Toy Commander
- Toy Racer (enkel PAL versie uitgebracht)
- Toy Story 2 - Buzz Lightyear to the Rescue!
- TrickStyle
- Twinkle Star Sprites (enkel uitgebracht in Japan)
- Typing of the Dead

## U
- UEFA Dream Soccer
- Ultimate Fighting Championship
- Under Defeat
- Unreal Tournament
- Urban Chaos

## V
- Vanishing Point
- Vampire Chronicles for Matching Service (Darkstalkers) (enkel uitgebracht in Japan)
- Vigilante 8: Second Offense
- Virtua Athlete 2000
- Virtua Cop 2 (enkel uitgebracht in Japan en de Verenigde Staten)
- Virtua Fighter 3TB
- Virtua Striker 2
- Virtua Tennis
- Virtua Tennis 2
- Virtual On - Oratorio Tangram (enkel uitgebracht in Japan en de Verenigde Staten)

## W
- Wacky Races
- Walt Disney World Quest Magical Racing Tour
- Welcome to Pia Carrot 2.5 (enkel uitgebracht in Japan)
- Wetrix Plus
- Who Wants To Be A Millionaire (enkel uitgebracht in PAL gebieden)
- Who Wants To Beat Up A Millionaire
- Wild Metal
- World Series Baseball 2K1
- World Series Baseball 2K2
- Worms Armageddon
- Worms World Party
- WWF Attitude
- WWF Royal Rumble

## X Y Z
- Xtreme Sports
- Zero Gunner 2 (enkel uitgebracht in Japan)
- Zombie Revenge
- Zusar Vasar (enkel uitgebracht in Japan)